# Mae Sariang (huyện)
Mae Sariang là huyện (amphoe) nằm dọc theo sông Yuam ở tỉnh Mae Hong Son, phía bắc Thái Lan. Có nhiều mối liên hệ về kiến trúc, dân số Hồi giáo Miến Điện ở huyện này.

## Địa lý
Các huyện giáp ranh (từ phía bắc theo chiều kim đồng hồ) là: Sông Mae La Noi của tỉnh Mae Hong Son, Mae Chaem, Hot của tỉnh Chiang Mai, Sop Moei của tỉnh Mae Hong Son bang Kayin và bang Kayah của Myanmar.
Vườn quốc gia Salawin nằm ở huyện này.
Sông quan trọng của Mae Sariang là sông Yuam.

## Hành chính

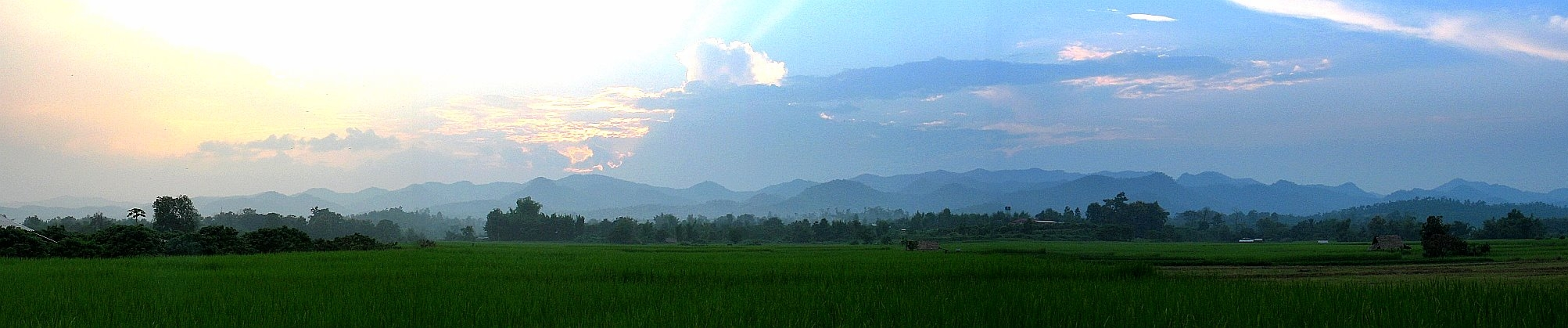
Toàn cảnh núi tây nam của thị xã Mae Sariang

Huyện này được chia thành 7 phó huyện (tambon), các đơn vị này lại được chia ra thành 74 làng (muban). Mae Sariang cũng là một thị trấn (thesaban tambon) nằm trên một phần của the tambon Ban Kat và Mae Sariang. Có 7 Tổ chức hành chính tambon.
| STT | Tên         | Tên tiếng Thái | Số làng | Dân số |  |
| --- | ----------- | -------------- | ------- | ------ |  |
| 1.  | Ban Kat     | บ้านกาศ         | 13      | 11.710 |  |
| 2.  | Mae Sariang | แม่สะเรียง       | 9       | 10.012 |  |
| 3.  | Mae Khong   | แม่คง           | 10      | 4.087  |  |
| 4.  | Mae Ho      | แม่เหาะ         | 13      | 8.205  |  |
| 5.  | Mae Yuam    | แม่ยวม          | 12      | 9.234  |  |
| 6.  | Sao Hin     | เสาหิน          | 5       | 2.485  |  |
| 8.  | Pa Pae      | ป่าแป๋           | 12      | 6.291  |  |

Số 7 không sử dụng.